# عرض آل بلعلاء (القطن)
'

تعديل مصدري - تعديل

عرض ال بلعلاء هي إحدى قرى عزلة القطن بمديرية القطن التابعة لمحافظة حضرموت، بلغ تعداد سكانها 294 نسمة حسب تعداد اليمن لعام 2004.